# HD 74423
HD 74423 är en dubbelstjärna i den norra delen av stjärnbilden Flygfisken. Den har en kombinerad genomsnittlig skenbar magnitud av ca 8,0 och kräver åtminstone en stark handkikare eller ett mindre teleskop för att kunna observeras. Baserat på parallax enligt Gaia Data Release 2 på ca 2,1 mas, beräknas den befinna sig på ett avstånd på ca 1 550 ljusår (ca 476 parsek) från solen.

## Egenskaper
Primärstjärnan HD 74423 A är en vit till blå stjärna i huvudserien av spektralklass A7 V. Den har en massa som är ca 2,3 solmassor och har ca 83 gånger solens utstrålning av energi från dess fotosfär vid en effektiv temperatur av ca 8 I00 K.
HD 74423' 'är en hjärtrytmstjärna och ena komponenten pulserar på endast ett halvklot, vilket orsakas av tidvatteninteraktion med partnern.
Konstellationen varierar något i ljusstyrka mellan magnitud 8,58 och 8,66 med en period av 19 timmar. Den exakta variabilitetstypen är oklar men hittades ursprungligen i en sökning efter Alfa2 Canum Venaticorum-variabler och antogs vara en sådan, men har senare ansetts vara en Delta Scuti-variabel. Spektrumet visar ovanligt starka absorptionslinjer av vissa järntoppar, ett kännetecken för Alfa Bootis-stjärnor. Båda komponenterna tros visa kemiska särdrag.